# 傑姆蘇丹

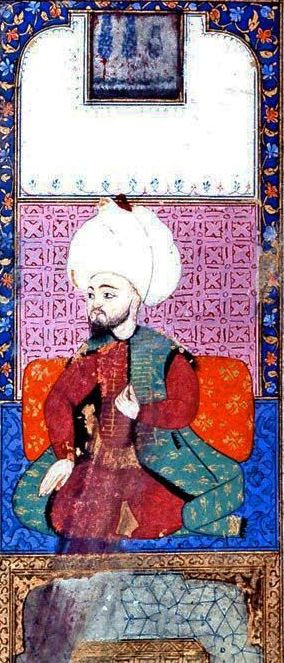
傑姆蘇丹

傑姆蘇丹（1459年12月12日—1495年2月25日）是鄂圖曼土耳其的蘇丹穆罕默德二世一個兒子，是巴耶塞特二世同父異母兄弟。

## 繼承糾紛
在1481年5月3日穆罕默德二世死後兩兄弟爭位，兩兄弟各有大臣支持。巴耶塞特5月21日被宣布蘇丹。僅六天後傑姆奪取了城市伊內格爾與4000的軍隊。巴耶塞特派他的大臣阿亞斯帕夏殺他的兄弟。5月28日，傑姆擊敗了巴耶塞特的軍隊，並宣布自己是安納托利亞的蘇丹，定都布爾薩，他提出將帝國平分巴耶塞特僅限於歐洲。巴耶塞特憤怒地拒絕了這個建議。宣布“統治者之間沒有親屬關係，”他繼續前進布爾薩。兩兄弟在布爾薩附近小鎮耶尼謝希爾開戰，傑姆戰敗，與家人逃亡開羅。
在開羅，傑姆接到巴耶塞特一封信，願提供傑姆百萬阿克切（土耳其貨幣）停止爭奪王位。傑姆拒絕了這項建議，並在第二年在安納托利亞發起了一場運動。1482年5月27日，他圍困科尼亞但很快就被迫退回安卡拉。他打算放棄一切回到開羅，但被斷去路被逼流亡歐洲。

## 醫院騎士團
傑姆和幾個隨從要求聖約翰騎士團的西班牙隊長博德魯姆·卡斯提爾保護，他們邀請傑姆到羅得島。為回報新蘇丹巴耶塞特被推翻，傑姆王子承諾鄂圖曼帝國和基督教之間的永久和平。然而，蘇丹支付的騎士每年45000個金幣，騎士接過錢，並背叛了傑姆一直拘留他，再把他轉到尼斯。蘇丹巴耶塞特派使者到法國，並要求傑姆被關在那裡，他同意為他弟弟支付費用。

## 教皇
傑姆於1489年3月轉移至教皇英諾森八世處拘禁，教皇試圖用傑姆開始一個新的十字軍東征。傑姆的存在，在羅馬教會是再有用不過的，因為每當巴耶塞特發動軍事行動，意圖針對巴爾幹半島的基督徒，教皇就威脅巴耶塞特
，說要釋放傑姆。為了避免傑姆獲釋，巴耶塞特付英諾森八世120000克朗，剌殺基督的命運之矛，一百個摩爾人奴隸，以及每年向英諾森進貢45000個杜卡特金幣。

## 死亡
傑姆於1495年2月25日在卡普阿去世，蘇丹巴耶塞特宣布全國哀悼三天，把他運回布爾薩安葬。
之後巴耶济德二世展開對威尼斯的戰爭。